# Salim Idris
El general de brigada Salim Idris (nacido c. 1958) es un miembro del Ejército Libre de Siria, del cual desempeñó el cargo 
de comandante en jefe del Consejo Militar Supremo (CMS) del Ejército Libre de Siria durante finales de 2012 y principios de 2014.

## Comandante en Jefe del Ejército Libre
Aunque originalmente fue profesor de electrónica, se unió al Ejército de Siria y llegó a ser general, hasta que el estallido de la Guerra Civil Siria le hizo compreterse con la causa rebelde y se unió a la oposición en julio de 2012. 
Idris fue ampliamente considerado como el representante de los moderados dentro de la oposición armada siria, ya que obligó a los comandos del Ejército Libre bajo su mando a que se comprometieran con la llamada Proclamación de Principios.
El general Idris fue elegido comandante en jefe del Consejo Militar Supremo del ELS tras una conferencia que tuvo lugar en Turquía el 15 de diciembre de 2012. En la reunión, más de 550 representantes de todos los consejos, brigadas y batallones de la oposición eligieron a 261 personas para formar una autoridad para las fuerzas revolucionarias. De ellas, 30 fueron además destinadas a formar el Consejo Militar Supremo.
Idris desempeñó un papel importante en las negociaciones con los países occidentales desde que en febrero de 2013 pidiera a Estados Unidos entrenamiento especializado y el envío de ayuda no letal para la oposición. Gracias a sus esfuerzos, el 30 de abril de dicho año EE. UU. empezó a enviar raciones de comida y equipos de salvamento WALK. Además se dirigió en numerosas ocasiones a Barack Obama y al Consejo de Seguridad de las Naciones Unidas para intentar lograr la intervención internacional en la Guerra Civil Siria

## Expulsión de Siria y sustitución
Idris centró la ofensiva rebelde en la zona norte del país (en torno a Alepo), usando la frontera con Turquía para la entrada de armas. Sin embargo, el Ejército Libre fue perdiendo influencia en la zona conforme avanzaban los rebeldes de tendencia islamista: el Frente Islámico, el Frente al-Nusra y el Estado Islámico de Irak y el Levante, estos dos últimos ligados a Al Qaeda. 
Las relaciones entre estos grupos islámicos y el ELS fueron empeorando y finalmente en diciembre de 2013 estalló la lucha interna: varios rebeldes del Frente Islámico asaltaron los depósitos de armas del ELS y obligaron a Idris a huir del país. Por ello EE. UU. decidió dejar de dar armas al Ejército Libre, intentado evitar que también fueran arrebatadas por el Frente Islámico.
Ante esta situación, los rebeldes del ELS Jamal Maarouf y Haytham al-Afeisi crearon el Frente de los Revolucionarios de Siria, como un intento de reorganizar el grupo y combatir a los islamistas. Aunque finalmente se reconciliaron con el Frente Islámico, mantuvieron varios combates con el Estado Islámico de Irak y Siria.
Ante las dificultades en el norte, el ELS decidió reorganizarse en el sur, una zona con menor presencia islamista, y lanzar una nueva ofensiva contra las fuerzas gubernamentales en la zona comandada por Bashar al-Zouri.
La ofensiva fue presuntamente planeada y financiada por Arabia Saudita con el apoyo de  Estados Unidos y Jordania, después del fracaso de las negociaciones internacionales de paz en Ginebra.
Ante este nueve escenario, el Consejo Militar Supremo buscó un comandante en jefe que le representara en el sur (Abdullah al-Bashir) y como vicecomandante a Afeisi, incluyendo así además representación del Frente de los Revolucionarios.